# Mycobacterium tuberculosis
A Mycobacterium tuberculosis baktérium a tuberkulózis megbetegedés kórokozója. Elsőként Robert Koch írta le 1882. március 24-én, aki 1905-ben ezért a felfedezéséért kapott orvosi Nobel-díjat. Koch-bacillus néven is ismert. A M. tuberculosis genomját 1998-ban szekvenálták.

## Élettan
A M. tuberculosis egy obligát aerob Gram-pozitív mikobaktérium.
Bár a mikobaktériumokat empirikusan nem lehet a Gram-pozitív kategóriába sorolni, (azaz nem festhetők kristályibolyával), mégis a saválló G+ baktériumok közé sorolják őket, mivel nincs külső sejtmembránjuk.
A M. tuberculosis 15-20 óránként osztódik – rendkívül lassan más baktériumokhoz viszonyítva, melyeknél az osztódást percekben mérik (pl. az E. coli kb. 20 percenként osztódik). Kicsi, pálcikaszerű bacilus, amely számos fertőtlenítőszernek ellenáll és szárazon is hetekig életképes marad de csak a gazdaszervezetben képes növekedni.
Virulenciájáért elsősorban a sejtfalkomponensei a felelősek. Ilyen pl. az ún. cord-faktor, melynek hatására in vitro a baktériumok végeikkel egymáshoz kapcsolódnak, hosszú láncokat létrehozva; a mycosid, valamint a lipoarabinomannan, mely egy a makrofágok aktivációját gátló sejtfelszíni glikolipid.
Enkapszulinja hexakontamer.

## Kimutatása
- Festés: A beteg köpetéből vett mintában Ziehl-Neelsen festéssel mutathatók ki a kórokozók. Ennek folyamán a mintát először bázikus fukszinnal festik, majd sósav és etanol keverékkel kezelik. Ennek hatására az összes sejtből kimosódik a fuchsin kivéve a saválló mycobactériumokat. Végül a hátteret festik meg, pl. metil-kékkel.
- Tenyésztés: A betegből vett mintát először híg NaOH-val kezelik, hogy kiszelektálják a kórokozót. A tenyésztést a Lowenstein-Jensen féle médiumban végzik és meglehetősen hosszú ideig (kb. 6-8 hétig) tart.
- Molekuláris biológiai módszerek